# دیو و دلبر (ترانه دیزنی)
« دیو و دلبر» (به انگلیسی: Beauty and the Beast) تک‌آهنگی از هنرمند اهل کانادا سلین دیون است که در سال ۱۹۹۱ میلادی منتشر شد.